# John Hall (labdarúgó)
John Hall (Adelaide, 1994. október 23. –) ausztrál korosztályos válogatott labdarúgó, aki az Adelaide United játékosa.